# Pablo Barrera
Pablo Edson Barrera Acosta (Tlalnepantla de Baz, 21 de junho de 1987) é um futebolista mexicano que atua como meia. Atualmente joga pelo Monterrey.
Pela Seleção Mexicana, o atleta participou da Copa do Mundo 2010, chegando até as oitavas de final da competição.

## Clubes e Carreira

### Clube Universidad Nacional (2005-2010)
Nascido em Tlalneplanta, México, Barrera começou sua carreira como meio-campista na Cidade do México, no clube Universidad Nacional mais conhecido como Unam Pumas. Começou nas categorias de base do Pumas com 11 anos e estreou na Primeira Divisão em 2005. Ele estava envolvido em todos os jogos, inclusive na vitória 8-0 sobre oVeracruz.
Em julho de 2008, Barrera fez uma cirurgia para reparar um ligamento cruzado rompido no joelho esquerdo, o que o deixou parado por 6 meses.
No início de janeiro Barrera voltou de lesão e no seu primeiro jogo de volta marcou um gol contra o Necaxa. Ele era um verdadeiro arranque até Ricardo Ferreti colocá-lo no banco, nessa mesma época ele marcou um gol contra o Puebla. Ele ainda ajudaria o Pumas a chegar à final em que enfrentou o Pachuca e marcou o gol da vitória. Barrera teve sua melhor temporada no Torneo Bicentenário 2010 marcando 6 gols em 13 jogos, logo após, sua temporada foi interrompida, sendo convocado pela Seleção Mexicana para a pré-temporada de Copa do Mundo na África do Sul.

### West Ham United (2010-2012)
Em 16 de julho de 2010, Barrera assinou pelo West Ham United um contrato de quatro anos, com uma opção de um ano, com uma taxa de 4 milhões de libras (aproximamente 18 milhões de reais). Ele se Tornou a segunda contratação naquele verão para o West Ham. Barrera fez sua estreia na Premier League em 14 de agosto daquele mesmo ano, em uma vitória por 3-0 para o Aston Villa, servindo assim como opção para o segundo tempo com Luis Boa Morte.
Após fazer apenas 6 jogos pela Premier League sem marcar nenhum gol, sem dar nenhuma assistência , e  não conseguindo manter o West Ham fora do rebaixamento, a primeira temporada de Barrera na Inglaterra foi considerada um "fracasso". Foi relatado durante a janela de transferência do verão de 2011, que o clube Real Zaragoza havia interesse em assinar com Barrera e teria se reunido com o ex-técnico da Seleção Mexicana Javier Aguirre.

### Real Zaragoza (empréstimo-2012)
Em 25 de agosto de 2011, Barrera foi ao clube Real Zaragoza por empréstimo de uma temporada. Marcou seu primeiro gol em um empate 2-2 contra o Villareal. Após a demissão de Aguirre e a nomeação de Manolo Jiménez, Barrera foi aos poucos perdendo espaço, indo parar na reserva.

### Cruz Azul (2012-2014)
Em 3 de julho de 2012, Cruz Azul anunciou a assinatura de Barrera, que retornou ao México depois de uma temporada de dois anos na Europa. Em 10 de abril de 2013, Barrera se consagrou campeão da Copa México juntamente com sua equipe de "La Máquina", após o clube passar 15 anos sem ganhar este campeonato. O jogo acabou sem gols no tempo decorrente indo assim para as penalidades onde o meia marcou um lindo gol.

### Monterrey (2015)
Nesta temporada 2015 o meio-campista chega á equipe de Monterrey como opção no elenco, até o dia 21 de fevereiro Barrera fez sete jogos marcando um gol.

### Títulos
Pumas UNAM
- Clausura: 2009

Cruz Azul
- Copa México 2013

Seleção Mexicana
- Copa Ouro da CONCACAF: 2009, 2011